# Die Auferweckung des Lazarus (Eduard von Gebhardt)
Die Auferweckung des Lazarus ist der Titel eines religiösen Historienbildes von Eduard von Gebhardt aus dem Jahr 1896. Es zeigt Jesus Christus beim Wunder der Totenerweckung des Lazarus, wie sie im Evangelium nach Johannes berichtet wird. Das Gemälde gilt als Hauptwerk des Malers und veranschaulicht die Überwindung der spätnazarenischen Malerei durch Techniken des Historismus und Naturalismus sowie ein neues volkstümliches, auf die Deutschen als Nation bezogenes Christusbild in der protestantischen Kirchenmalerei der Düsseldorfer Schule.

## Beschreibung und Bedeutung
Die Szene zeigt – angelehnt an das Evangelium nach Johannes (Joh 11,LUT ) – als Hauptfigur Jesus Christus in einer Gruppe von Menschen, die nach der Mode der Renaissance und der Reformation gekleidet sind. In einem Bild verdichtet sind mehrere Momente des biblischen Berichts dargestellt: Maria von Bethanien, die Schwester von Lazarus und Martha von Bethanien, fällt Jesus weinend zu Füßen und sagt: „Herr, wärst du hier gewesen, mein Bruder wäre nicht gestorben.“ Nachdem Jesus angeordnet hat, das Grab des Lazarus zu öffnen, antwortet er Maria: „Habe ich dir nicht gesagt: Wenn du glaubst, wirst du die Herrlichkeit Gottes sehen?“ Daraufhin sagt er: „Vater, ich danke dir, dass du mich erhört hast. Ich wusste, dass du mich allezeit hörst; aber um des Volkes willen, das umhersteht, sagte ich’s, damit sie glauben, dass du mich gesandt hast.“ Dann spricht er Lazarus an: „Lazarus, komm heraus!“ Daraufhin erhebt der von den Toten Auferwachte sich aus seinem Grab. Theologisch verweist die biblische Erzählung so auf die Grundgedanken von Glaube, Erlösung und ewigem Leben. 
Auffällig und ungewöhnlich ist, dass der Maler Jesus zwar in klassisch-antikem Habitus und einer an Raffael erinnernden Gestik, die Volksmenge jedoch in Renaissancekleidung und prosaischen Haltungen der Genremalerei darstellte und für die Darstellung der Landschaft einen typisch mitteleuropäischen Friedhof mit der Sepulkralkultur des ausgehenden 19. Jahrhunderts wählte. Damit rückte der Künstler das biblische Geschehen in die für die Entstehung des Protestantismus bedeutende Zeit der Renaissance und Reformation bzw. durch eine jetztzeitlich-naturalistisch wiedergegebene Friedhofslandschaft an die Gegenwart des zeitgenössischen Betrachters heran. Versatzstücke wie eine neoklassizistische Portalarchitektur und ein neobarockes Marmorgrab, das von Trauerkränzen mit Schleifen aus Satin dekoriert ist, ergeben im Zusammenklang mit dem Friedhof ein eklektizistisches Setting des Fin de Siècle. Die Vegetation zeigt über einzelnen Zypressen bereits herbstlich ausgedünnte Baumkronen und in der Tiefenperspektive das Abendrot einer flachen Landschaft, wie sie sich dem Maler in Düsseldorf am damals von Bebauung noch freiliegenden Golzheimer Friedhof nahe dem Rheinufer dargeboten hat.

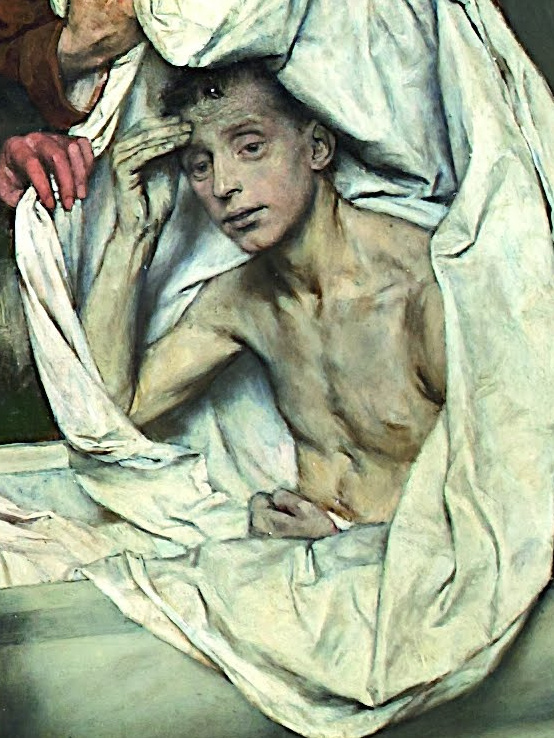
Detail: Der erwachende Lazarus

Ganz in der Tradition der Düsseldorfer Malerschule führte der Maler eine psychologisierende Bandbreite von Charaktertypen in ihren unterschiedlichen Physiognomien vor, die er mit Vorliebe durch naturalistische Kopfstudien an ausdrucksstarken Individuen „aus dem Volk“ entwickelt hatte. Dem sich vollziehenden Wunder entsprechend überwiegen Charaktere mit Gesichtsausdrücken des Staunens und der religiösen Hingabe. Dem bärtigen Mann im Hintergrund gab er seine eigenen Gesichtszüge. Seine Ehefrau Klara, geborene Jungnick (1851–1897), porträtierte er in der Figur der Martha von Bethanien, welche hinter Maria vor Jesus kniet. Unter seinen Schülern fand er weitere Modelle, so auch für die lebensnahe Darstellung des erwachenden Lazarus.

## Entstehung und Rezeption
Eduard von Gebhardt, der Maler des Bildes, entstammte einer deutschbaltischen Familie des orthodoxen Luthertums. Sein Vater, ein Konsistorialrat und Propst, der gleichzeitig einen landwirtschaftlichen Betrieb leitete, ließ seinen elf Kindern eine konservativ-bürgerliche Erziehung auf der Grundlage protestantisch-pietistischer Frömmigkeit angedeihen. Nach dem Gymnasium erhielt Eduard als 16-Jähriger bei dem Maler August Georg Wilhelm Pezold in Sankt Petersburg eine künstlerische Ausbildung, die er über verschiedene Stationen in Deutschland an der Großherzoglich Badischen Kunstschule Karlsruhe bei Ludwig Des Coudres und an der Kunstakademie Düsseldorf bei Wilhelm Sohn vervollkommnete. In enger Werkstattgemeinschaft mit Letzterem fand Eduard von Gebhardt zu den Kenntnissen und Maltechniken, die seinen Stil entscheidend prägten.
Zentrale Bedeutung in seiner Kunst hatte die Figur von Jesus Christus. Hierbei mochte er sich nicht neueren Deutungen anschließen, wie sie der Historiker Ernest Renan oder der Theologe Daniel Schenkel in die zeitgenössische Publizistik eingeführt hatten. „Ich stehe durchaus auf dem Standpunkt des orthodoxen Luthertums und will mit meinen Bildern durchaus nicht eine Auffassung Christi vertreten, wie sie z. B. von Renan oder Schenkel ausgesprochen worden ist“, sagte er 1878.
Mit dem Gemälde Einzug Christi in Jerusalem (1863) zeigte er erstmals einen Christus in volkstümlich-volkreicher Szene. In dem Bild Christus und der reiche Jüngling (1892) versetzte er Christus in eine von Bauernfamilien bevölkerte Scheune der Renaissance, deren Figuren der niederländischen oder altdeutschen Genremalerei entnommen zu sein scheinen. Dadurch, dass er Jesu Handeln als Heiland, Lehrer, Wundertäter, Freund der Sünder, Armen und Kranken in das Genrebild eines „deutschen Volkes“ aus der Reformations- und Dürerzeit verlegte, entwickelte er ein Christusbild, das besonders für sein protestantisches Publikum an Nähe gewann. Tendenzen des Nationalprotestantismus folgend, wollte Eduard von Gebhardt die „heilige Geschichte“ als „Tradition des eigenen Volkes“ behandeln, eine verlorengegangene „Kraft des nationalen und individuellen Elements“ wollte er durch die Schilderung eines Individuums im Sinne eines „wirklich in sich abgeschlossenen Menschen“ zurückgewinnen, das „nicht anders gedacht werden [kann], denn in seiner Nation mitten inne stehend“. Der Kunstschriftsteller Friedrich Schaarschmidt überlieferte eine Aussage des Künstlers, wonach das Studium und das authentische Porträt realer Menschen seines deutschen und deutsch-baltischen Milieus sein eigentliches Motiv und somit den Ausgangspunkt für seine weiteren künstlerischen Überlegungen zur Kostümierung der Figuren in seinen Gemälden bildete:

„Man hat oft die Frage an mich gerichtet, warum ich denn die biblischen Bilder in altdeutschem Kostüm male. Ja, wie denn? Sollte ich etwa weitermalen wie die Nazarener? Anfangs dachte ich auch nicht anders, aber meinen hausbackenen Menschen wollten die konventionellen Gewänder partout nicht passen. Ja, sagten die klugen Menschen, ich sollte es doch so malen, wie es gewesen ist, es ist doch im Orient passiert, das ist doch ein Anachronismus, den ich begehe. Merkwürdig! Noch nie hat ein Mensch es zustande gebracht, in der Form eines Orientbildes ein andächtiges Bild zu malen, warum verlangt man denn das von mir? Malen wir nicht als Deutsche für Deutsche? Wer vermöchte in einem fremdländischen Gesichte so deutlich zu lesen als in den Gesichtern, unter denen er aufgewachsen ist? Ich muß deutsche Menschen malen.“

Auf der Weltausstellung Paris 1900 errang Eduard von Gebhardt mit Der Auferweckung des Lazarus eine Goldene Medaille. Danach war das Bild auf der Deutsch-Nationalen Kunstausstellung Düsseldorf 1902 zu sehen. Neben Arnold Böcklins Hochzeitsreise (1878), Lovis Corinths Florian Geyer (1906) und Max Liebermanns Emil Rathenau (1908) ließ sich das Deutsche Reich auf der Weltausstellung Brüssel 1910 durch das Lazarus-Bild vertreten.
Durch seine Malerei gilt Eduard von Gebhard neben Fritz von Uhde bis heute als ein wichtiger Erneuerer der religiösen Kunst in der Epoche des Realismus ab den 1860er Jahren.

## Provenienz
Das Gemälde befand sich lange im Besitz einer Stiftung von Laura von Oelbermann. 1963 erwarb es das Kunstmuseum Düsseldorf aus dem Kölner Kunsthandel.